# Pernå församling

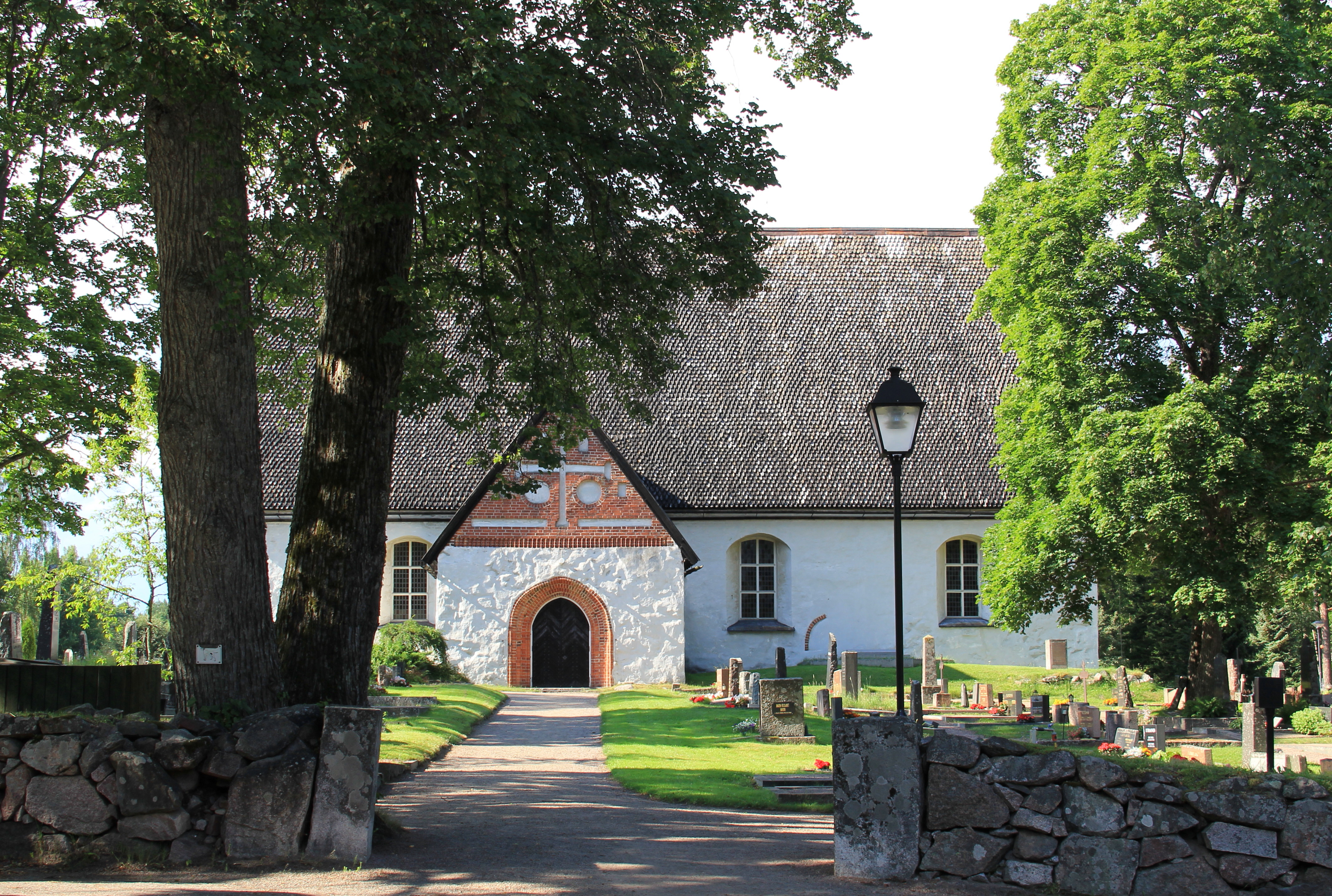
Pernå kyrka

Pernå församling var till och med 2018 en tvåspråkig församling i Domprosteriet i Borgå stift inom Evangelisk-lutherska kyrkan i Finland. Till församlingen hörde (i augusti 2018) 2 862 kyrkomedlemmar som är bosatta i Pernå i Lovisa stad, majoriteten (60,6 %) av dem svenskspråkiga.

## Historia
Pernå kapell torde ha bildats under första hälften av 1300-talet och slöts med Borgå till Padis klosters patronatsrätt år 1351. Då biskop  1362 tillfälligt lyckades upphäva Padis klosters rättigheter gjordes Pernå till en kyrksocken. På 1410-talet bildades Lappträsks kapell som var gemensamt för Pyttis och Pernå kyrksocknar.
På 1430-talet byggdes den nuvarande gråstenskyrkan. En träkyrka på samma plats nämns 1352.
Finlands reformator Mikael Agricola (1510-57) föddes i Pernå.
På församlingens område låg en stor mängd herrgårdar (den idag mest kända är kanske Malmgård), vilket syns på de många vapensköldar som finns i kyrkans kor.
Från och med år 2019 är församlingen nedlagd. Dess svenskspråkiga medlemmar kom i stället att höra till Agricola svenska församling och de finskspråkiga till Agricola finska församling, vilka har tagit namn efter reformatorn. Den sista kyrkoherden i Pernå församling var Robert Lemberg (f. 1956).

## Kyrkor och kapell
- Den medeltida Pernå kyrka är helgad åt ärkeängeln Mikael
- Sarvsalö kapell på Sarvsalö i söder
- Andreaskapellet i Andersby i norr